# Палкано (Пезаро и Урбино)
Палкано је насеље у Италији у округу Пезаро и Урбино, региону Марке.
Према процени из 2011. у насељу је живело 34 становника. Насеље се налази на надморској висини од 573 м.